# Trận Gazala
Trận Gazala là một trận chiến quan trọng thuộc Chiến dịch Sa mạc Tây trên Mặt trận Bắc Phi trong Chiến tranh thế giới thứ hai, diễn ra xung quanh thành phố cảng Tobruk tại Libya từ ngày 26 tháng 5 đến 21 tháng 6 năm 1942. Lực lượng tham chiến bên phía phe Trục có Tập đoàn Thiết giáp châu Phi, bao gồm các đơn vị Đức và Ý nằm dưới quyền chỉ huy của đại tướng Erwin Rommel; còn bên phe Đồng Minh là Tập đoàn quân số 8 Anh do trung tướng Neil Ritchie chỉ huy dưới sự giám sát chặt chẽ của đại tướng tổng tư lệnh Trung Đông Claude Auchinleck. Tập đoàn quân số 8 được hợp thành từ các đơn vị quân Anh, Nam Phi, Ấn Độ và Pháp Tự do.
Chiều ngày 26 tháng 5 năm 1942, Tập đoàn Thiết giáp châu Phi mở một mũi nghi binh nhằm thu hút quân Anh về hướng bắc. Đêm hôm đó, Rommel đem đội hình thiết giáp chủ lực sang hướng đông, đi vòng qua sườn phía nam Gazala để tấn công quân thiết giáp Anh nằm phía sau hệ thống phòng thủ của Đồng Minh. Quân thiết giáp Trục liên tục đánh bại các đơn vị thiết giáp Anh, nhưng đến ngày 27 tháng 5 họ đã rơi vào tình trạng bấp bênh. Các sư đoàn thiết giáp Đức-Ý đã hao tổn 1/3 binh lực và bị trải mỏng trên một diện rất rộng, lại bị kẹt phải các bãi mìn của Anh ở sau lưng. Các đoàn tiếp vận của Đức-Ý không thể tới được.
Không bỏ cuộc, Rommel chuyển sang phòng ngự, ông cho đóng quân trong một khu vực mà người ta gọi là "cái vạc", bị kìm kẹp bởi tuyến phòng ngự của Anh trên hướng bắc và đông và bãi mìn của Anh ở hướng nam. Quân Trục triển khai pháo chống tăng hạng nặng để ngăn quân thiết giáp Anh và đồng thời mở đường thông qua bãi mìn sang hướng đông để khai thông đường tiếp tế. Đến ngày 30 tháng 5, Rommel phát hiện đường đi về hướng tây của ông bị Lữ đoàn 150 Anh. Rommel dồn quân từ hướng tây và bắc liên tục đánh lữ đoàn này, đến chiều ngày 1 tháng 6 thì hạ được. Trong lúc đó các lữ đoàn thiết giáp Anh cũng nhiều lần xung phong nhưng bị pháo chống tăng Đức cản phá và không giải nguy được cho Lữ đoàn 150. Củng cố được đường tiếp tế, Rommel điều 2 sư đoàn đánh phòng tuyến quân Pháp ở Bir Hakeim, nhằm mở đường tiến ra Tobruk và hợp vây quân Anh. Quân Pháp chống trả rất anh dũng, nhưng tướng Anh Ritchie đánh giá tình hình rất chậm, không chớp thời cơ đem hết quân Anh tiêu diệt quân Trục trong "cái vạc".
Phải đến ngày 5 tháng 6, Tập đoàn quân số 8 mới mở chiến dịch phản công, mật danh "Aberdeen". Chiến dịch bị đánh bại thê thảm. Ngày 10 tháng 6, quân Pháp rút khỏi Bir Hakeim. Rommel giữ được sườn phía nam rồi, mới tiếp tục khoét mũi dùi tấn công lên phía bắc. Trong các ngày 12 và 13 tháng 6, quân thiếp giáp Đức từ 3 hướng hợp vậy hộp phòng ngự "Knightsbridge" của Anh. Các lữ đoàn thiết giáp Anh thiệt hại hết sức nặng nề. Tập đoàn quân số 8 tháo chạy về biên giới Ai Cập, để lại Sư đoàn 2 Nam Phi giữ Tobruk. Ngày 20 tháng 6, quân Đức-Ý chia đường đánh Tobruk, chỉ sau 2 ngày Sư đoàn 2 Nam Phi đầu hàng. Trận đánh kết thúc với thắng lợi vang dội của phe Trục mặc dù cái giá số xe tăng phải trả là khá cao. Mất đi những lực lượng thiết giáp hiệu quả trong các trận đánh sau đó, Rommel đã không thể đánh bại triệt để Tập đoàn quân số 8 khi họ rút về Ai Cập và cuộc truy kích của ông đã bị chặn đứng lại trong Trận El Alamein lần thứ nhất.

## Bối cảnh

### Rommel lại tiến quân từ El Agheila

Địa bàn tiến quân của Rommel từ El Agheila đến El Alamein, 21 tháng 1-21 tháng 6 năm 1942

Vào cuối năm 1941, Chiến dịch Crusader kết thúc với thắng lợi của quân Đồng Minh, phe Trục buộc phải lui quân trở lại điểm xuất phát ở El Agheila. Tuy nhiên, do cho rằng các lực lượng của Rommel đã kiệt sức, Auchinleck vội vàng ra lệnh tiến công thần tốc từ Cyrenaica đến El Agheila với ý định tiêu diệt các toán quân Đức và Ý đang phân tán trên nhiều tuyến phòng thủ dọc bờ biển Libya, việc ra lệnh tiến quân này làm cho tuyến tiếp tế của Tập đoàn quân số 8 (Anh) bị căng quá mức. Trong khi đó, giữa tháng 12 năm 1941, Thống chế Albert Kesselring - Tổng Tư lệnh Mặt trận phía Nam kiêm Tư lệnh Tập đoàn Không quân số 2 (Đức) - đem Quân đoàn Không quân II tới Sicilia đặng chế áp Malta, một bàn đạp quan trọng cho không quân và tàu ngầm Anh đánh phá các tàu tiếp vận Đức-Ý. Từ tháng 12 năm 1941 đến tháng 4 năm sau, Kesselring tổ chức hàng loạt cuộc không kích quy mô lớn vào Malta, giảm thiểu bất an cho những chuyến tàu vận tải tiếp vận từ châu Âu tới Bắc Phi. Nhờ đó đó mà sau 1-2 tháng trì hoãn, quân khối Trục ở Libya bắt đầu được tăng viện thêm binh lính, xe tăng, súng đạn, máy bay và lương thảo, và cứ tiếp tục đến cuối tháng 5 năm 1942, khi Quân đoàn Không quân II được rút về mặt trận Xô-Đức.
Trong khi ngày càng nhận thức được tầm quan trọng của việc tiếp tế cho Tập đoàn quân số 8 đang đóng tại El Agheila, Bộ chỉ huy Tối cao Anh ở Cairo đã đánh giá thấp sức chiến đấu của phe Trục, có rất nhiều phóng đại về thương vong của các bên trong chiến dịch Crusader, tướng Auchinleck cho rằng quân số Đức và Ý hiện tại chỉ có 35.000 người, tuy nhiên con số thực có thể lên 80.000, vượt xa ước tính ban đầu của Anh. Tập đoàn quân số 8 dự kiến sẽ sẵn sàng tấn công vào tháng 2 và Bộ Tư lệnh Anh tin rằng quân đội phe Trục quá yếu ớt và thiếu chuẩn bị cho một cuộc phản công. Ngày 21 tháng 1, Rommel sử dụng ba đơn vị cơ động mạnh từ hai Sư đoàn Thiết giáp số 15 và 21 làm nhiệm vụ trinh sát chiến thuật. Lực lượng này tìm ra được khu vực mỏng nhất của tuyến phòng ngự. Rommel lập tức ra lệnh tấn công, chiếm lại Benghazi vào ngày 28/1 và Timimi vào ngày 3/2. Đến ngày 6/2, quân Anh bị đánh bại và bị đẩy lùi về tuyến Gazala-Bir Hakeim, vài dặm về phía Tây Tobruk, cũng từ đó quân Đức và Ý bắt đầu kiệt sức, quân Anh có 1.309 thương vong từ ngày 21, 41 xe tăng bị phá hủy, 30 chiếc khác bị mất do tai nạn và hư hỏng cùng 40 khẩu pháo.

### Tập đoàn quân số 8 đóng trên tuyến Gazala
Ở giữa Gazala và Timimi, Tập đoàn quân số 8 có thể tập trung lực lượng để củng cố và chiến đấu. Đến ngày 4 tháng 2, tình hình trước mắt là phe Trục đã dừng bước và mặt trận đi vào ổn định, từ phòng tuyến Gazala trên 1 bãi biển rộng 30 dặm về phía Tây Tobruk đến 1 pháo đài cổ thời nhà Ottoman tại Bir Hakeim, 50 dặm về phía Nam. Tuyến Gazala được hình thành từ một loạt các ''hộp'' phòng ngự, bên trong mỗi hộp quân Anh bố trí 1 lữ đoàn bộ binh bao bọc dây kẽm gai và mìn xung quanh. Các lữ đoàn này được cung cấp lương thực, thực phẩm và đạn dược đủ để cầm cự trong 1 tuần lễ. Quân Pháp Tự do án ngữ trong "hộp" Bir Hakeim ở phía nam, lần lượt cách các "hộp" chứa Lữ đoàn Bộ binh 150 và 69 (Anh) 21 km và 30,7 km về hướng nam. Lực lượng phòng thủ tuyến Gazala được phân bố không đồng đều, dày đặc trên con đường ven biển nhưng khá thưa thớt ở phía nam. Cách bố trí này đã tạo thuận lợi cho phía Trục đập ngang hông quân Đồng Minh từ mạn nam. Đằng sau phòng tuyến Gazala, phía Đồng Minh xây các cụm chốt phòng thủ tại Commonwealth Keep, Acroma, Knightsbridge, El Adem, Retma, Cứ điểm 171 và Bir el Gubi đặng khống chế các tuyến đường và giao lộ quan trọng. Mặc dù quân Anh đã lập kịp cụm chốt Retma không lâu trước thời điểm quân Trục nổ súng tấn công, cụm chốt Bir el Gubi và Cao điểm 171 chỉ bắt đầu được thi công vào ngày 25 tháng 5. Chiến lược phòng thủ cứng nhắc của Tập đoàn quân số 8 đã trở nên tai hại do khoảng cách đáng kể giữa các "hộp" phòng ngự cản trở chúng tương hỗ lẫn nhau và tập trung tối đa hỏa lực của mình. Thêm vào đó, do không được trang bị đầy đủ phương tiện vận tải cần thiết, quân phòng thủ tuyến Gazala khó thể rút lui khi lâm vào những tình huống khốn cùng.

## Chuẩn bị của hai bên

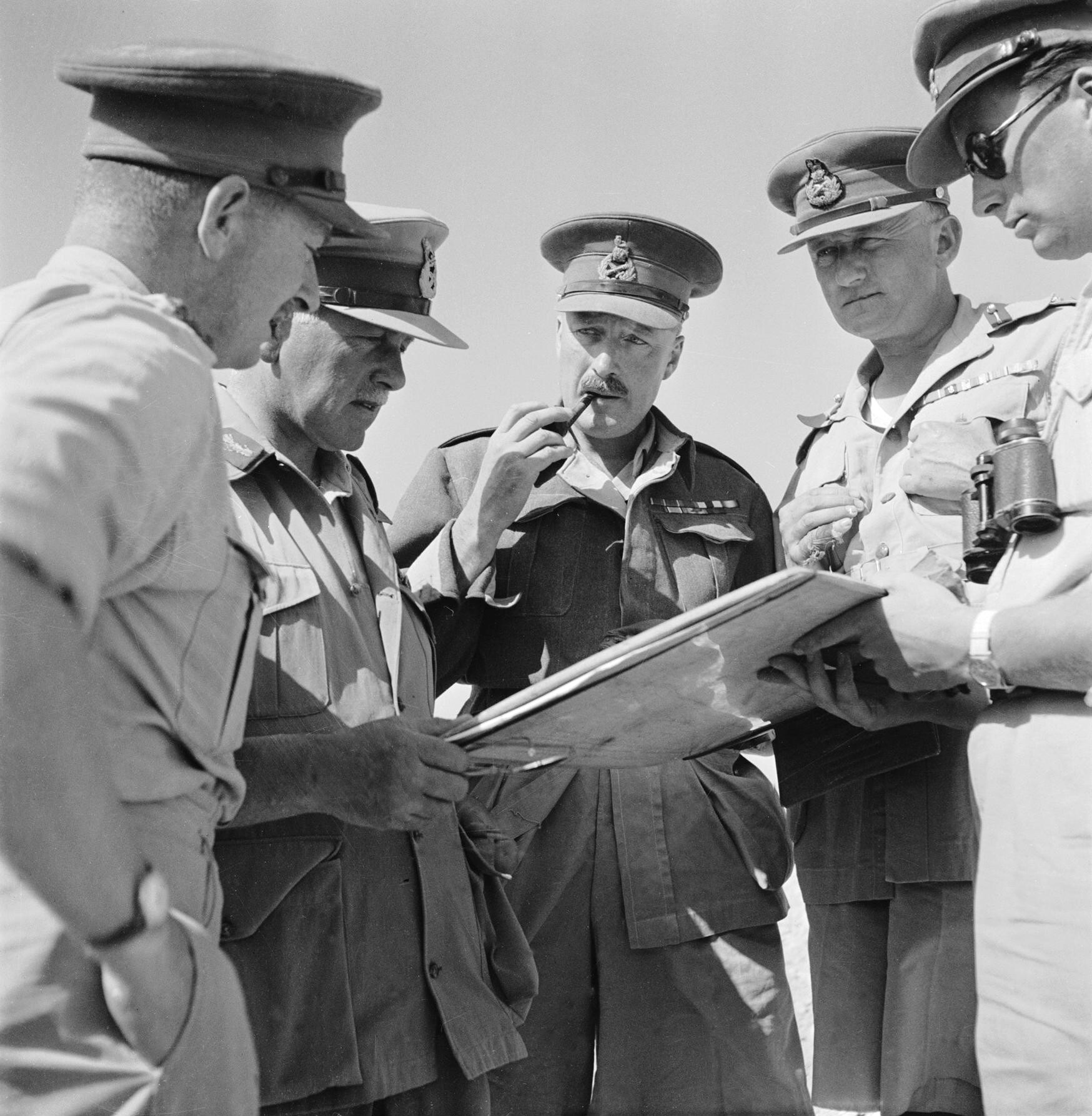
Thiếu tướng Neil Ritchie nói chuyện với các thuộc cấp của mình, 31 tháng 5 năm 1942.

### Quân Đồng Minh
Ngày 8 tháng 5 năm 1942, Thủ tướng Winston Churchill gửi thư giục Auchinleck phản kích đánh bật quân Trục khỏi Cyrenaica và giải vây Malta, bởi "sự thất thủ của nó [Malta] sẽ là một một tai họa hết sức trầm trọng cho Đế quốc Anh, và có thể gây hậu họa lâu dài cho việc trấn giữ đồng bằng châu thổ sông Nile". Trong thời điểm này, các đơn vị Đồng Minh trấn thủ tuyến Gazala bao gồm Sư đoàn Nam Phi số 1 gần sát bờ biển, Sư đoàn Bộ binh số 50 (Northumbria) trên hướng nam và Lữ đoàn Pháp tự do số 1 ở Bir Hakeim trên hướng cực nam. các Sư đoàn Thiết giáp số 1 và 7 được bố trí đằng sau chiến tuyến, làm lực lượng phản công cơ động, trong khi Sư đoàn Nam Phi số 2 trấn đóng Tobruk còn Sư đoàn Bộ binh Ấn Độ số 5 (đến Bắc Phi vào tháng 4 để thế chỗ Sư đoàn Bộ binh Ấn Độ số 4) làm dự bị. Tổng cộng, quân Anh và đồng minh có 110.000 lính, 843 xe tăng (trong đó có 149 xe tăng hạng nhẹ M3 Stuart, 167 xe tăng hạng trung M3 Grant do Mỹ viện trợ, 270 xe tăng bộ binh, và 257 xe tăng hành trình Anh) cùng 604 phi cơ.
Với sự xuất hiện của xe tăng hiện đại M3 Grant trong biên chế Tập đoàn quân số 8, quân Đồng Minh đã xác lập ưu thế rõ rệt về kỹ thuật trên chiến trường Bắc Phi. Loại xe tăng này nặng 30 tấn (hơn tất cả mọi mẫu xe tăng Đức), được trang bị 1 đại bác 75 ly ở ổ quay bên phải thân và 1 đại bác 37 ly trên tháp pháo. Pháo 50 ly là mẫu pháo tăng duy nhất của Đức có thể bì kịp khẩu 75 ly, song chỉ được lắp trên 19 xe tăng Panzer III (đặc biệt) của Tập đoàn Thiết giáp Phi châu. M3 Grant cũng vượt xa hầu hết các loại tăng-thiết giáp của Ý, vốn chỉ sánh được với xe tăng hạng nhẹ M3 Stuart của Mỹ và xe tăng Anh. Ngoài ra, quân Đồng Minh còn được chi viện một khối lượng lớn pháo chống tăng 6 pao mới sản xuất. Để nâng cao hiệu suất chiến đấu của Tập đoàn quân số 8, bộ tư lệnh Đồng Minh cũng tiến hành chỉnh đốn lực lượng và cải thiện sự hiệp động tác chiến giữa bộ binh với pháo binh. Đồng thời, Thiếu tướng Arthur Tedder - Tổng tư lệnh Bộ Tư lệnh Không quân Anh tại Trung Đông - đã tăng cường phát triển khả năng yểm trợ lực lượng mặt đất của Không lực Sa mạc, và yêu cầu tướng tá lục quân phải nhượng cho các đồng cấp không quân của mình quyền chỉ huy, chỉ đạo các hoạt động đường không. Không quân Anh cũng xây dựng một học thuyết mới về máy bay ném bom-chiến đấu và Thiếu tướng Tư lệnh Không lực Sa mạc Arthur Coningham dời sở chỉ huy tới Tổng hành dinh Tập đoàn quân số 8 để dễ dàng theo sát, phối hợp với lục quân.
Bên cạnh đó, các khó khăn về tiếp vận đã thu hẹp triển vọng tấn công của quân Anh và đồng minh. Hồi tháng 5 năm 1941, Churchill cho Đoàn tàu vận tải Tiger mang khí giới, đạn dược từ Anh tới quân cảng trọng yếu Alexandria (Ai Cập) theo đường Địa Trung Hải (thay vì con đường vòng Mũi Hảo Vọng vốn an toàn hơn). Dù 1 chiếc tàu bị chìm do trúng mìn giữa Địa Trung Hải, quyết định của Churchill đã giúp Đoàn tàu Tiger tiết kiệm 40 ngày đường, và tiếp tế kịp thời cho Tập đoàn quân số 8 mở Chiến dịch Battleaxe theo kế hoạch định trước. Sau lần đó, do không quân và tàu ngầm Đức-Ý tăng cường khống chế Địa Trung Hải, các đoàn tàu tiếp vận kế tiếp của Anh phải đi vòng qua Mũi Hảo Vọng trên một lộ trình dài 23.000 km.

### Quân Trục

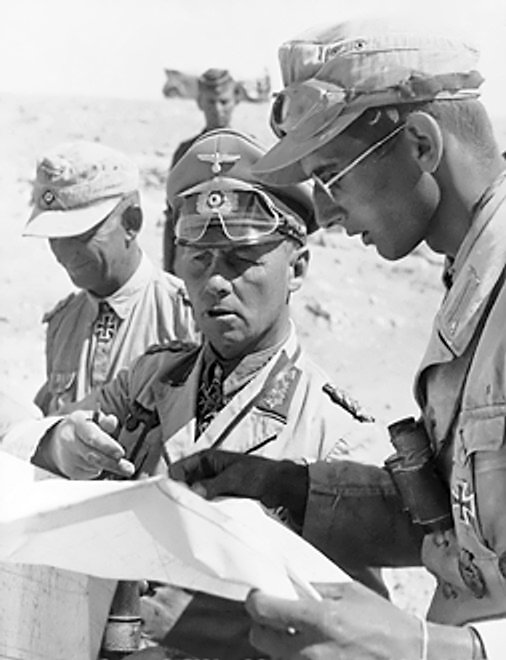
Thống chế Erwin Rommel cùng các trợ lý trong chiến dịch tại sa mạc, năm 1942

Như thường lệ, Rommel lên kế hoạch mở cuộc tấn công Gazala (mang mật danh là Chiến dịch Venezia) trước khi đối phương sẵn sàng tác chiến. Lực lượng thực thi chiến dịch này bao gồm 90.000 lính, 560 xe tăng (gồm 50 Panzer II, 242 Panzer III, 40 Panzer IV và 228 xe tăng hạng trung Ý) cùng 542 phi cơ. "Cáo Sa mạc" chia quân làm 2 cánh:
- Cánh phía Bắc và Trung tâm, tức Đoàn Crüwell do Thượng tướng Thiết giáp Ludwig Crüwell chỉ huy, bao gồm các Quân đoàn X, XXI (Ý_ cùng Lữ đoàn Súng trường số 15 (Đức)[Gc 3]
- Cánh chủ công trên hướng Nam do Rommel trực tiếp chỉ huy, bao gồm Quân đoàn Phi châu (Đức) và Quân đoàn Mô tô XX (Ý).

Nhận thấy sườn nam quân Đồng Minh được phân bố trên địa hình trống trải, Rommel dự định tung Đoàn Crüwell đánh nghi binh vào chính diện tuyến Gazala, tạo điều kiện cho cánh quân chủ công vòng qua sườn địch. Sau đó, bên phải lực lượng chủ công, Sư đoàn Thiết giáp số 132 Ariete (Ý) tấn công và đánh chiếm hộp Bir Hakeim. Ở bên trái, các Sư đoàn Thiết giáp số 15 và 21 (Đức) quay lên mạn bắc đặng bọc hậu phòng tuyến Gazala, xóa sổ lực lượng thiết giáp Anh và cô lập bộ binh địch. Bên cực phải mũi chủ công, Sư đoàn Khinh chiến số 90 (Đức) được lệnh hành quân đánh El Adem (phía nam Tobruk), chặt đứt đường tiếp vận từ hải cảng tới tuyến Gazala. Kế hoạch cũng yêu cầu Sư Khinh chiến số 90 triển khai một lực lượng thiết giáp giả (gồm hàng chục xe vận tải gắn động cơ phun khói và cánh quạt máy bay) đặng làm tinh thần địch hoang mang.
Trong lúc đó, Sư đoàn Mô tô số 101 Trieste (Ý) được phân công mở hành lang tiếp tế qua bãi mìn phía bắc Bir Hakeim, gần hộp Sidi Muftah. Rommel tiên liệu rằng, sau khi đánh bại quân thiết giáp Anh, cánh quân của ông sẽ chiếm được El Adem, Ed Duda, Sidi Rezegh và hộp Knightsbridge (cách Bir Hakeim tầm 40 km theo hướng đông bắc) trong đêm đầu của chiến dịch. Từ các bàn đạp này, xe tăng Đức-Ý sẽ thọc sâu sang hướng tây, thanh toán các chốt phòng thủ của Đồng Minh giữa Gazala và Alem Hamza, và hội quân với Đoàn Cruwell vào hôm sau. Kế hoạch của Rommel ẩn chứa nhiều rủi ro do quân đội Đức-Ý bị áp đảo về hỏa lực và quân số; hơn thế nữa, "Cáo Sa mạc" tưởng trận địa mìn của địch chỉ kéo dài đến hướng bắc Bir Hakeim, và không hay biết về "đầm lầy mìn" bao quanh hộp Bir Hakeim.

## Trận chiến

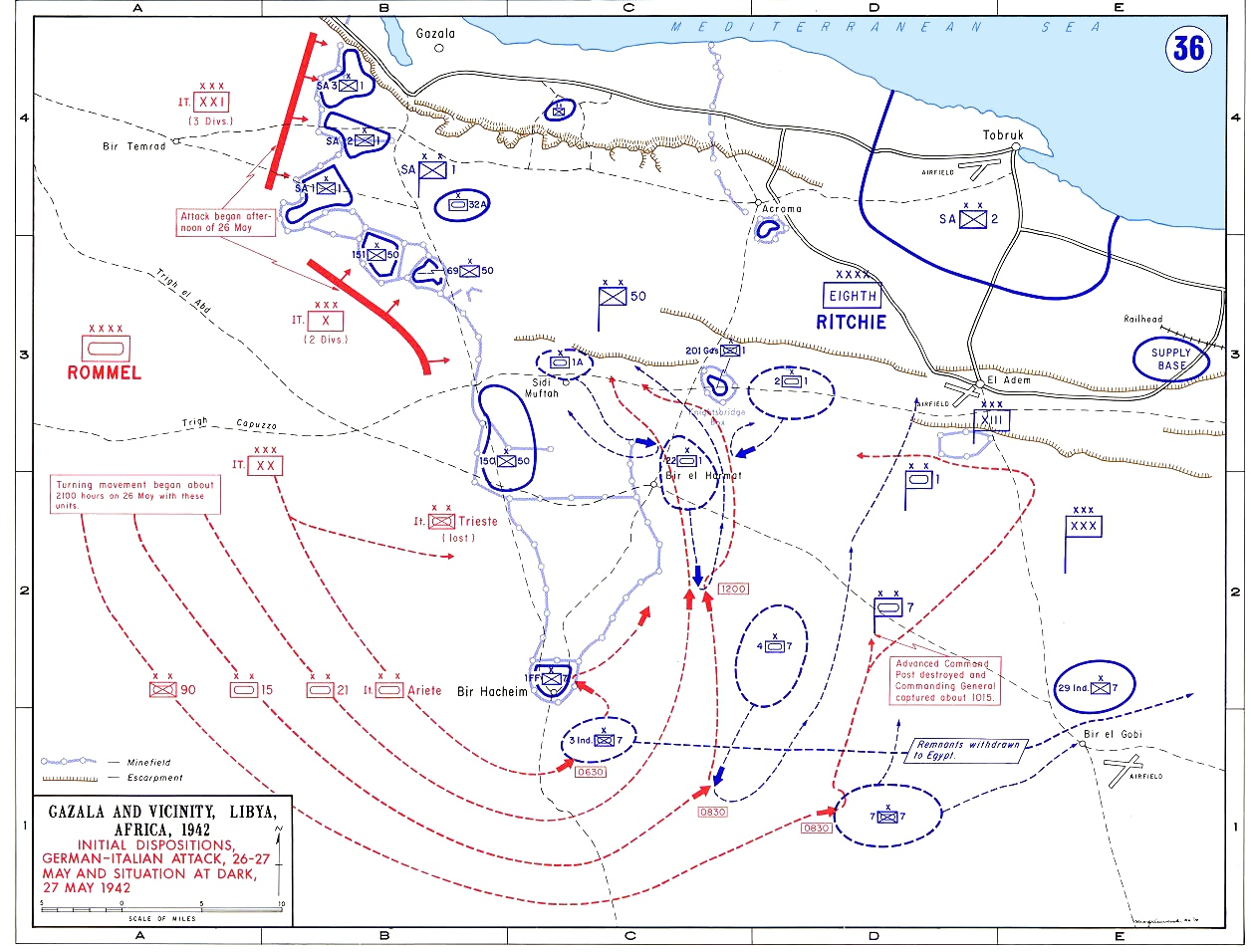
Chiến dịch tấn công của Rommel.

### Đòn bọc sườn của Rommel
Ngày 26 tháng 5, Chiến dịch Venezia mở màn khi pháo của Đoàn Crüwell đồng loạt trút đạn xuống các cứ điểm Đồng Minh. Đến 14h, bộ binh Ý thuộc các Quân đoàn X và XXI xông lên đánh trực diện vào trung tâm phòng tuyến Gazala. Một số đơn vị thuộc Quân đoàn Phi châu và Quân đoàn Cơ động XX đã được phối thuộc vào đội hình xung kích này, đặng làm cho quân Đồng Minh tưởng toàn bộ lực lượng khối Trục đang tấn công vỗ mặt họ. Không chỉ vậy, khi màn đêm xuống, chủ lực Quân đoàn Phi châu hành tiến về hướng tấn công của 2 quân đoàn Ý và trở lại điểm xuất phát sau khi thu hút được sự chú ý của không quân trinh sát Anh. Sau đó, lúc 22h30, Rommel kéo 2 sư đoàn thiết giáp của Quân đoàn Phi châu, Sư đoàn Khinh chiến Phi châu số 90 (Đức) cùng Quân đoàn Mô tô XX (Ý) tiến vòng qua sườn phía nam của phòng tuyến Gazala. Họ tận dụng các bãi mìn của quân Đồng Minh để bảo vệ mạn sườn và hậu quân của mình.

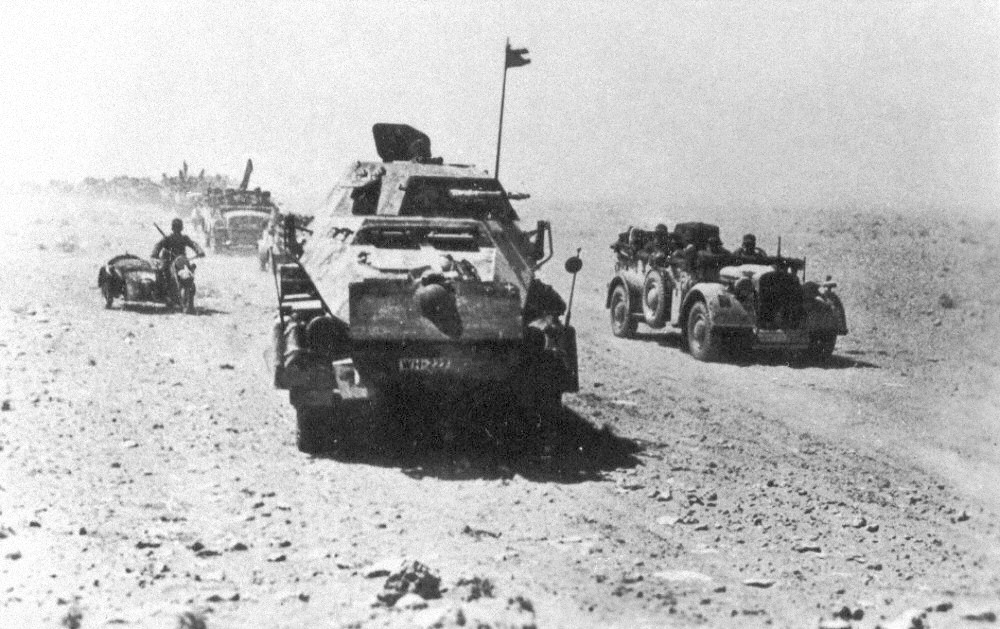
Pháo tự hành chống tăng của Quân đoàn châu Phi.

Đến rạng sáng ngày 27 tháng 5, đại quân của Rommel đã hiện diện sau lưng tuyến Gazala. Khi đoàn quân Đức-Ý quành lên mạn bắc, Sư đoàn Ariete Quân đoàn Mô tô XX (Ý) bắt gặp Lữ đoàn Mô tô Ấn Độ số 3 Sư đoàn Thiết giáp số 7 (Anh) trên một địa bàn cách Bir Hakeim 6 km về hướng đông nam. Sau 1 tiếng đồng hồ chiến đấu, quân Ý nghiền nát các đơn vị Anh-Ấn và loại 1540 quân đối phương ra khỏi vòng chiến (gồm 440 bị sát thương, 1100 bị bắt sống - trong đó có Đô đốc Walter Cowan), đồng thời thu giữ và phá hủy hầu hết trang thiết bị của họ. Đổi lại, tổn thất của quân Ý chỉ lên đến 23 xe tăng (trong đó nhiều chiếc được sửa chữa lại ngay trên chiến địa), 30 lính tử trận cùng 50 bị thương. Báo cáo của Lữ trưởng Lữ Mô tô Ấn Độ số 3 đề cập đến "một sư đoàn thiết xa Đức vấy máu", nhưng trên thực tế, Sư đoàn Thiết giáp số 21 (Đức) khi đó đang hành tiến ở hướng nam chiến địa và không tham gia tiêu diệt Lữ Mô tô Ấn Độ số 3.
Cùng lúc ấy, giao chiến cũng bùng phát ở phía đông mặt trận – nơi Sư đoàn Thiết giáp số 15 (Đức) bất ngờ tấn công Lữ đoàn Thiết giáp số 4 Sư đoàn Thiết giáp số 7 (Anh) sau khi lữ này được điều đến hỗ trợ các Lữ Mô tô Ấn Độ số 3 và 7. Trong một cuộc chiến đấu nảy lửa, tầm bắn và sức công phá của pháo 75 ly trên các xe tăng mới M3 (Grant) đã gây cho quân Đức choáng ngợp. Bất chấp khó khăn, Rommel cùng Trung tướng Tư lệnh Quân đoàn Phi châu Walther Nehring và Thiếu tướng Sư đoàn trưởng Sư đoàn Thiết giáp số 21 Gustav von Vaerst xông vào những điểm nóng hổi trên trận tuyến đặng động viên tinh thần của cán-binh. Mặc dù lực lượng thiết giáp Đức chịu nhiều thương vong, họ gần như diệt gọn 2 trung đoàn và đánh thiệt nặng các đơn vị khác của Anh. Lữ đoàn Thiết giáp số 4 đành tháo chạy về El Adem và nghỉ đêm gần căn cứ tiếp tế Belhamed hướng đông El Adem. Đến cuối buổi sáng, các đơn vị thiết giáp khối Trục đã thọc được hơn 40 km lên mạn bắc, nhưng sau đó bị Sư đoàn Thiết giáp số 1 (Anh) buộc phải dừng bước trong những trận đụng độ khốc liệt vào giữa ngày.
Bên cánh phải của quân đội Đức-Ý, Sư đoàn Khinh chiến "Phi châu" số 90 hành tiến về El Adem và buộc Lữ đoàn Mô tô số 7 hải rút sang Bir el Gubi sau một trận đọ sức ở Retma (phía tây Bir el Gubi). Tiếp theo đó, các thiết vận xa của Sư Khinh chiến số 90 đã đánh chiếm sở chỉ huy tiền phương của Sư đoàn Thiết giáp số 7 gần Bir Beuid và bắt sống một số sĩ quan Anh - trong đó có tư lệnh sư đoàn Frank Messervy, người đã giả vờ làm một "hạ sĩ quan phục dịch" và trốn thoát về Tổng hành dinh Sư đoàn. Dù vậy, sự thất thủ của cơ quan chỉ huy tiền phương đã khiến Sư Thiết giáp số 7 chìm vào hỗn loạn trong hai ngày tới. Vào giữa buổi trưa, Sư đoàn Khinh chiến số 90 đã đến khu vực El Adem theo kế hoạch và chiếm giữ nhiều căn cứ tiếp tế. Nhưng sang hôm sau, Lữ Thiết giáp số 4 (Anh) kéo về El Adem và đánh bật Sư đoàn Khinh chiến số 90 xuống mạn tây-nam.
Cuộc chạm trán giữa xe tăng Đức-Ý với Liên hiệp Anh kéo dài suốt 3 ngày liến, làm quân Đức thiệt hại đến 1/3 lực lượng thiết giáp của mình. Lực lượng thiết giáp Đức bị phân tán trên một địa bàn lớn và bị kẹt phải các bãi mìn Anh ở sau lưng. Trong khi ấy, quân Pháp ở Bir Hacheim vẫn kháng cự bền bỉ. Các đoàn tiếp viện quân Trục từ hướng tây không thể sang đông giúp Rommel. Ông đành rút Quân đoàn Phi châu vào một hệ thống phòng thủ được gọi là "Chiếc vạc". Ông cho triển khai trận địa pháo chống tăng dày đặc và lợi dụng các vành đai mìn của Đồng Minh trên tiền tuyến ban đầu hòng ngăn chặn địch phản kích từ hướng tây. Quân thiết giáp Đồng Minh liên tục tấn công "Chiếc vạc" từ mạn bắc và đông, nhưng bị đẩy lùi trước hỏa lực mạnh mẽ và chính xác của địch. Sư đoàn Kỵ binh Thiết giáp Ariete (Ý), làm nhiệm vụ hậu vệ cho quân Đức, đã bẻ gãy hàng loạt đợt tấn kích của các lữ đoàn thiết giáp Anh trong ngày 29 tháng 5 và thượng tuần tháng 6. Bên cạnh đó, tình hình tiếp tế của Rommel càng lúc càng trở nên tồi tệ.

### Cuộc chiến đấu ở Bir Hakeim
"Hộp" Bir Hakeim được trấn giữ bởi 3.600 quân thuộc Lữ đoàn Pháp Tự do số 1 do tướng Marie-Pierre Koenig chỉ huy. Ngày 27 tháng 5, trận Bir Hakeim mở màn khi Sư đoàn Ariete tấn công "hộp" này nhưng bị đại bác 75 ly và mìn của Pháp đẩy lui với thương vong ghê gớm. Đêm ngày 1 - 2 tháng 5, các sư đoàn Khinh chiến số 90 và Trieste kéo xuống phía nam đặng tiếp tục đánh phá Bir Hakeim và trận chiến tiếp diễn trong 10 ngày tới.
Các đợt tiến công của quân ta liên tục bị khựng lại trước hệ thống công sự tuyệt vời của Pháp. Trong ngày 10 ngày đầu của cuộc tấn công vào quân Pháp, tụi Anh vẫn bình thản đến mức đáng kinh ngạc. Một mình Sư đoàn "Ariete" đã bị chúng tấn công vào ngày 2 tháng 6, nhưng họ đã chống cự ngoan cường. Sau một cuộc phản kích của Sư đoàn Thiết giáp số 7, tình hình lại trở nên yên ắng.— Thiếu tướng Đức Alfred Toppe
Được tăng viện thêm một chiến đoàn, quân Trục lại tấn kích Bir Hakeim ngày 9 tháng 9 và tràn ngập tuyến phòng thủ của Pháp trong ngày hôm sau. Ritchie hạ lệnh cho tàn binh Pháp tháo lui trong sự che chắn của màn đêm. Dưới hỏa lực dồn dập trong suốt đêm, nhiều lính Pháp đã mở được cửa thoát khỏi phòng tuyến rồi rút 8 km sang hướng tây và được các xe vận tải của Lữ đoàn Mô tô số 7 đưa đón. Mặc dù Sư đoàn Khinh chiến số 9 bắt được khoảng 500 quân Pháp – bao gồm cả nhiều thương binh – khi tiếp quản Bir Hakeim vào ngày 11 tháng 6, chừng 2.700 binh sĩ Pháp (trong đó có 200 thương binh) đã rút chạy an toàn khỏi đây.

### Cái "vạc" chứa Tập đoàn Thiết giáp Phi châu
Cuối tháng 5 năm 1942, Tập đoàn Thiết giáp Phi châu lâm vào nguy khốn do bị kẹt giữa các bãi mìn với quân Anh và bị cô lập về mặt tiếp tế. Đầu ngày 29 tháng 5, xe tiếp vận của hai sư đoàn "Trieste" và "Ariete" (Ý) luồn qua những cánh "rừng mìn" phía bắc Bir Hakeim và đem lương thực cùng quân nhu đến cho lực lượng tiền phương của Binh đoàn Phi châu. Cùng thời gian đó, binh đoàn bắt tay vào mở đường qua các bãi mìn ở hướng đông đặng nối lại liên lạc với các đơn vị bạn trong Tập đoàn Thiết giáp Phi châu. Bên ngoài "vạc", Binh đoàn X (Ý) cũng được lệnh mở hai con đường tiếp tế từ phía tây. Đến ngày 30 tháng 5, Rommel nhận ra rằng "hộp" Sidi Mufta của Lữ đoàn số 150 (Anh) - được yểm trợ bởi 30 xe tăng thuộc Lữ đoàn Tăng Lục quân số 1 - đang khóa chặt con đường tây tiến của ông. Ngay lập tức, "Cáo Sa mạc" dốc quân từ 2 hướng bắc, hướng đông sang quây đánh Lữ 150 và chiếm gọn hộp Sidi Mufta vào hôm sau.
Buổi chiều [ngày 30 tháng 5], tôi đích thân đi thăm dò khả năng đánh Got el Ualeb [tức hộp Sidi Muftah], và lệnh cho các đơn vị Quân đoàn Phi châu, Sư đoàn Khinh chiến số 90 cùng Sư đoàn Trieste (Ý) xung kích vào các vị trí quân Anh trong sáng hôm sau. Trận tấn công mở màn lúc sáng ngày 31 tháng 5. Đoàn quân Đức-Ý phải lấn lên từng thước đất để đương đầu với sự kháng cự dẻo dai nhất có thể tưởng tượng của tụi Anh.[...] Dù vậy, quân ta đã thọc khá sâu vào phòng tuyến Anh khi đêm đến. Ngày hôm sau là lúc quân phòng thủ phải ăn đòn kết liễu. Sau những đợt không kích ồ ạt bằng Stuka, bộ binh lại xung phong vào các cứ điểm quân Anh.[...]. Ta bóc từng lớp vỏ trên tuyến phòng thủ kiên cố của Anh và đến đầu chiều thì chiếm hết trận địa. Các ổ đề kháng cuối cùng của bọn Anh bị đập tan. Quân ta bắt được tổng cộng 3.000 tù binh, phá hủy hoặc thu giữ 101 xe tăng và thiết vận xa, cùng với 124 khẩu pháo đủ loại.— Rommel

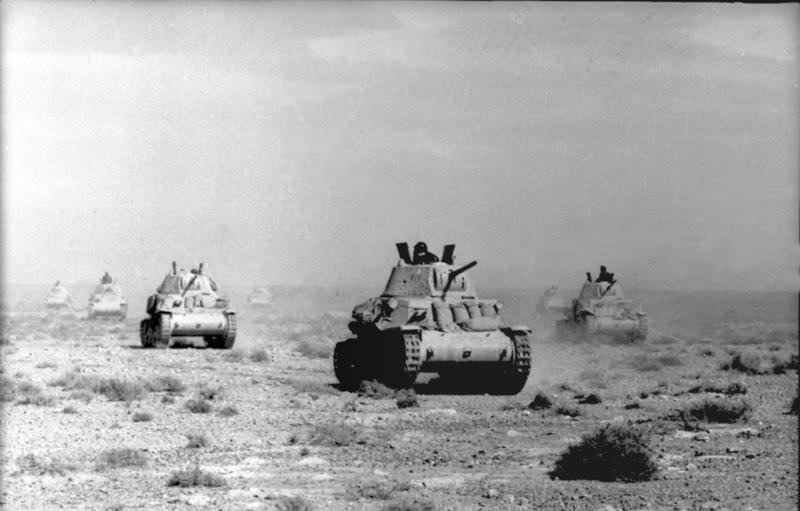
Xe tăng M13/40 đang tiến qua sa mạc.

Cả tin theo các báo cáo phóng đại về tổn thất xe tăng của Đức, Auchinleck hối thúc Ritchie chớp lấy thời cơ, tổ chức phản kích dọc theo ven biển đặng mở đột phá khẩu vào Timimi và Mechili. Thay vì đó, do bận tâm hơn với sự an nguy của Tobruk, Ritchie tập trung tăng cường lực lượng phòng bị hộp El Adem và thiết lập các cụm chốt mới đối diện với các lỗ hổng trong hệ thống mìn bẫy. Phải đến tờ mờ sáng hôm 5 tháng 6, Ritchie mới mở Cuộc hành quân Aberdeen đánh vào Quân đoàn Phi châu, nhưng bị thảm bại trước hỏa lực chính xác từ xe tăng và pháo phòng tăng của Đức. Sau khi xuất hành lúc 2h50, các Sư đoàn Thiết giáp số 7 và Ấn Độ số 5 đã tiến sâu vào phía đông chiếc "vạc" mà không thấy một bóng dáng nào của địch. Trong lúc đó, các mũi tấn công của Quân đoàn XIII bị bẻ gãy hoàn toàn trên mạn bắc. Mặc dù kế hoạch của Ritchie đòi hỏi phải thủ tiêu trận địa pháo chống tăng Đức bằng một cuộc pháo kích lớn, phía Đồng Minh đã xác định sai vị trí trận địa này, và đại bác Đồng Minh bắn trúng một khu vực cách đó rất xa về hướng đông. Khi Lữ đoàn Thiết giáp số 22 xông lên xung trận, họ bị hỏa lực tập trung của pháo phòng không địch chặn đứng với thương vong lớn. Từ hướng bắc, Lữ đoàn Tăng Lục quân số 32 vào nhập trận lúc rạng sáng nhưng cũng chùn lại trước hỏa lực chống tăng dày đặng của Đức, và bị tổn hại mất 50 trong 70 xe tăng.
Đầu giờ chiều ngày 5 tháng 6, Rommel quyết định chia quân làm 2 đạo, 1 đạo gồm các Sư đoàn Thiết giáp số 21 và Ariete đông tiến đánh Bir el Hatmat, đạo kia gồm một bộ phận của Sư Thiết giáp số 15 đánh lên mạn bắc đặng uy hiếp cụm cứ điểm Knightsbridge. Mũi tấn công của các Sư đoàn Thiết giáp số 21 và Ariete đã đánh chiếm sở chỉ huy tiền phương của 2 sư đoàn Anh, cũng như sở chỉ huy của các Lữ đoàn Bộ binh Ấn Độ số 9, 10 cùng nhiều đơn vị nhỏ hơn khác, làm gián đoạn hệ thống chỉ huy và kiểm soát của Anh. Đồng thời, Sư đoàn Thiết giáp số 15 tiêu diệt 60 trong tổng số 156 xe tăng của Lữ đoàn Thiết giáp số 22 và buộc lữ đoàn này phải lùi về hậu cứ. Không có sự yểm trợ của xe tăng, các đơn vị Đồng Minh lọt sâu vào chiếc vạc trong buổi sáng - gồm tiểu đoàn bộ binh Ấn Độ, 1 tiểu đoàn trinh sát và 3 tiểu đoàn pháo binh - đã bị đánh cho nhừ tử.
Sau khi Chiến dịch Aberdeen bị phá sản, Rommel tiếp tục kết hợp tấn công với phòng ngự, vừa củng cố binh lực trong "vạc" mà vừa đánh tiêu hao quân thiết giáp Anh. Ông mở hàng loạt trận thăm dò và thử sức địch ở các chốt điểm đối diện với mình, đồng thời tổ chức nhiều đợt tấn công vào Bir Hakeim trong các ngày 6 – 8 tháng 9. Các cuộc công kích này đều bị quân trú phòng Pháp đẩy lui. Giữa lúc đó, Lữ đoàn Mô tô số 7 và Lữ đoàn Bộ binh Ấn Độ số 29 tiếp tục quấy phá đường tiếp vận của Đức-Ý.

### "Ngày thứ bảy đen tối" của quân thiết giáp Anh

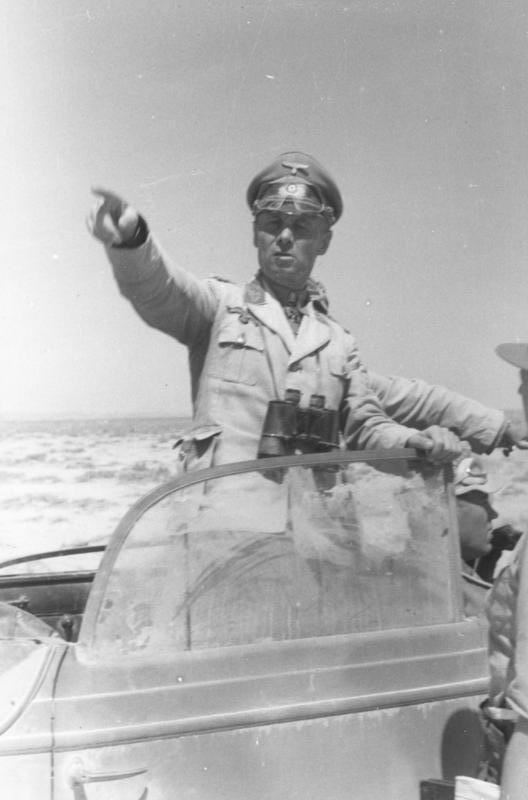
Rommel ở phía tây Tobruk, ngày 16 tháng 6 năm 1942

Ngày 11 tháng 6, Rommel tung Sư đoàn Thiết giáp số 15 và Sư đoàn Khinh chiến số 90 mở cuộc hành quân về hướng El Adem. Mặc dù Lữ Bộ binh Ấn Độ số 29 bẻ gãy một cuộc tấn công vào El Adem trong ngày 12 tháng 6, các Lữ Thiết giáp số 2 và 4 bên trái họ đã bị Sư đoàn Thiết giáp số 15 đánh bật trên một diện rộng 5 km, và phải bỏ rơi các xe tăng bị hư của mình ngoài trận địa. Để hợp lực để cùng 2 sư đoàn bạn tiêu diệt xe tăng địch, Sư Thiết giáp số 21 (Đức) tiến sang hướng tây, đánh tạt hông Lữ Thiết giáp số 4 và nghênh chiến với Lữ Thiết giáp số 22 (Anh) gần "hộp" Knightsbridge (trấn thủ bởi Lữ đoàn Cận vệ số 201) vào hôm 13 tháng 6. Việc hợp đồng chặt chẽ giữa pháo tăng với pháo phòng không đã giúp cho Quân đoàn Phi châu giành được ưu thế chiến thuật lớn trong những trận đánh ngày 13. Không những vậy, trái với sự xử trí lúng túng của các chỉ huy Đồng Minh, Rommel luôn đưa ra quyết định nhanh chóng dựa trên thông tin tình báo thu được do đánh chặn radio địch. Lực lượng thiết giáp Anh thảm bại, bị mất 70 trong tổng số 300 xe tăng của mình, và Binh đoàn Phi châu đe doạ chia cắt các đơn vị thuộc Quân đoàn XIII (Anh) trên tuyến Gazala. Cuối ngày hôm ấy, quân khối Trục vây khốn "hộp" Knightsbridge, buộc Lữ Cận vệ số 201 phải trốn chạy về vòng ngoài Tobruck trong màn đêm. Những thất bại này là lý do khiến ngày 13 tháng 6 được coi là "Thứ bảy đen tối" của Tập đoàn quân số 8.

### Tập đoàn quân số 8 rút khỏi tuyến Gazala
Ngày 14 tháng 6, Auchinleck phát lệnh cho Ritchie triệt binh khỏi phòng tuyến Gazala. "Hộp" El Adem, cùng với hai hộp lân cận, đã đứng vững trước các đợt tấn công của địch và quân chủ lực Sư đoàn Nam Phi số 1 đã rút lui an toàn dọc theo con đường ven biển. Quy mô của tuyến đường này không cho phép nó chứa 2 sư đoàn, nhưng 2 lữ đoàn của Sư đoàn số 50 (Northumbria) lại không thể chạy về phía đông do hướng đó có xe tăng Đức-Ý. Bởi vậy, họ bèn tấn công theo hướng tây nam, chọc thủng chiến tuyến của các sư đoàn Brescia và Pavia thuộc Quân đoàn X (Ý) và chạy thẳng xuống sa mạc rồi quẹo sang hướng đông để rút lui. Trong khi đó, chính phủ Luân Đôn không cho Auchinleck thu quân về các vị trí dễ phòng thủ hơn quanh biên giới Ai Cập-Libya. Ngày 14 tháng 6, Auchinleck xuống lệnh cho Ritchie cầm cự trên một chiến tuyến trải dài theo hướng nam-đông từ Acroma (phía tây Tobruk) qua El Adem tới Bir El Gubi. Đến đêm ngày 15 tháng 6, quân khối Trục đã tràn ngập được Cứ điểm 650. Sang hôm sau, quân Anh phải rút khỏi Cứ điểm 187 do cạn kiệt lương thảo và đạn dược. Trong suốt cả ngày hôm ấy, Quân đoàn Phi châu cũng đánh mạnh vào các chốt phòng thủ của địch tại El Adem và Sidi Rezegh. Ngày 17 tháng 6, cả hai cứ điểm này đều thất thủ và quân Đồng Minh mất sạch cơ hội ngăn chặn địch hợp vây Tobruk. Ritchie lệnh cho Tập đoàn quân số 8 chạy vào tây bắc Ai Cập đến tận Mersa Matruh - cách biên cương 160 km về phía đông, để lại Tobruck tự lực cầm cự và uy hiếp đường tiếp tế của địch, gần giống như hồi năm 1941.

### Tobruk thất thủ

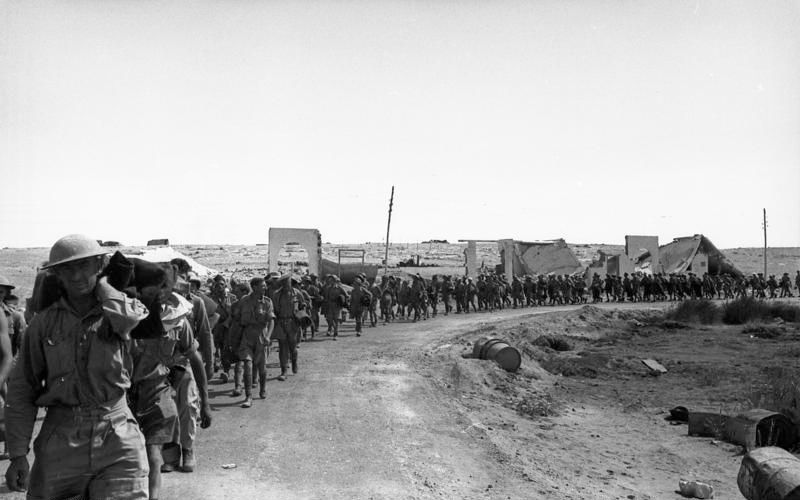
Tù binh Anh rời khỏi Tobruk

Thủ trưởng Quân đoàn XIII Gott bổ nhiệm Thiếu tướng Tư lệnh Sư đoàn Bắc Phi số 2 Klopper làm chỉ huy quân đồn trú Tobruk. Bên cạnh 2 lữ đoàn lính Nam Phi, trong tay Klopper nắm giữ Lữ đoàn Cận vệ (Mô tô) số 201, Lữ đoàn Bộ binh Ấn Độ số 1, Lữ đoàn Tăng Lục quân số 32 và Lữ đoàn Phòng không số 4. Từng bị quân Trục bao vây năm 1941, Tobruk đã trụ vững suốt 9 tháng và được giải vây trong Chiến dịch Crusader vào tháng 11 năm ấy. Giờ đây, khi thế trận đang nghiêng hẳn về binh đoàn của Rommel, các chỉ huy Đồng Minh tiên liệu rằng đồn binh Tobruck có thể cầm cự 2 tháng mà chỉ cần dựa vào tiếp tế trong pháo đài. Tuy nhiên, Auchinleck coi việc cố thủ Tobruk là không quá cần thiết và ông từng nói với Neil Ritchie rằng ông không có dự định giữ pháo đài bằng mọi giá.
Lúc 5h20 ngày 20 tháng 6, trận Tobruk lần thứ hai mở màn bằng cuộc pháo kích cấp tập của Quân đoàn Phi châu vào đội hình quân Anh. Sau khi pháo dứt, không quân Đức-Ý ào ạt đánh phá trận địa, chặt nát các hàng dây kẽm ngai và tiêu hủy các bãi mìn của quân đội Đồng Minh. Đến 7h00, bộ binh phe Trục xông lên xung phong vào trận địa. Được sự trợ giúp của các đơn vị lính Ý, Rommel sử dụng 90 xe tăng thuộc 2 sư đoàn Thiết giáp số 15 và 21 khoét một lỗ thủng vào phòng tuyến đối phương. Trong khi Sư Thiết giáp số 15 tiến ra cảng biển Địa Trung Hải, Sư Thiết giáp số 21 tràn lên hướng tây bắc và tấn công Sở chỉ huy quân Đồng Minh, chẻ thành phố Tobruck ra làm đôi. Lực lượng khối Trục đã kiểm soát được 2/3 thành phố (trong đó có hải cảng) vào thời điểm kết thúc ngày đầu tiên của trận đánh. 9h40 sáng hôm sau, Klopper trình diện Rommel và giao nộp Tobruck cho ông. Với thắng lợi này, phía Trục đã thu gom được 33.000 tù binh cùng 30 xe tăng, 2000 xe quân sự, 5000 tấn lương thực và 2000 tấn lương thảo cần thiết.

## Hậu quả

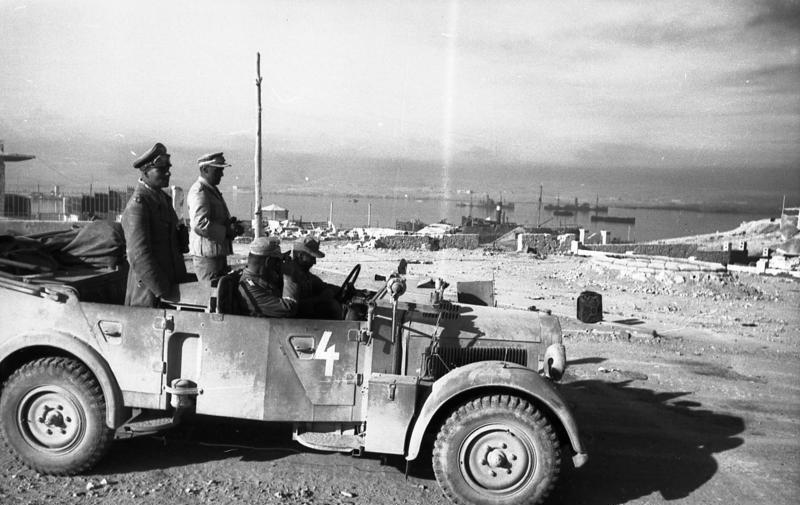
Rommel tại cảng Tobruk

Được xem là thắng lợi lớn nhất trong sự nghiệp cầm quân của Rommel, trận đánh cuối tháng 5 – cuối tháng 6 năm 1942 (mà đỉnh điểm là cuộc thất thủ của Tobruk) đã mang lại cho khối Trục một hải cảng gần con đường Aegean–Crete cùng một lượng lớn tiếp tế của quân Anh. Từ đây, cơ hội mở ra cho các binh đoàn Đức-Ý tràn vào Ai Cập, đánh chiếm kênh đào Suez (buộc Anh phải sử dụng những tuyến đường tiếp tế dài gấp đối và thường hay bị U-boat quấy rối) và thậm chí có thể làm chủ các mỏ dầu của Trung Đông. Ngày 22 tháng 6 năm 1942, Rommel được Hitler thăng cấp Thống chế và trở thành cán bộ trẻ nhất của Lục quân Đức được thụ phong quân hàm này. Trong một bức thư gửi cho vợ mình, Rommel bày tỏ rằng ông cần Hitler trao cho ông thêm một sư đoàn thiết giáp nữa hơn là danh hiệu Thống chế.
Trong hồi ký của mình, Churchill hồi tưởng:
Đây là một trong những đòn nặng nề nhất mà tôi có thể nhớ trong chiến tranh. Không chỉ là những hệ quả nặng nề về quân sự, mà nó còn tác động đến uy tín của quân đội Anh.— Winston Churchill

### Thương vong
Cuộc thất trận ở Gazala đã đem lại thiệt hại rất lớn cho Tập đoàn quân số 8, với 50.000 quân nhân tử trận, bị thương và bị bắt (tính cả 35.000 quân đầu hàng tại Tobruk) Không những vậy, khối Đồng Minh chịu tổn hao hàng nghìn tấn tiếp tế, gần 800.000 quả đạn pháo, gần 13 triệu viên đạn súng tay, 6.000 xe vận tải và hàng nghìn xe tăng. Theo sử gia Niel Barr, người ta ước tính có 1.188 xe tăng Anh bị loại khỏi vòng chiến trong 17 ngày thất bại liên tiếp của các lữ đoàn thiết giáp Anh. Ngoài ra, do Binh đoàn Quân khí Hoàng gia Anh đã dời 2 xưởng sửa chữa xe tăng vào Tobruk lúc Rommel đánh bọc hậu tuyến Gazala, quân Đức-Ý đã chiếm được 2 xưởng này và bắt gọn nhiều đơn vị Binh đoàn Quân khí khi Tobruk thất thủ. Bên kia chiến tuyến, thiệt hại về nhân lực của phe Trục bao gồm 3.360 quân Đức và dưới 3.360 quân Ý. Theo báo cáo của Binh đoàn Phi châu vào ngày 30 tháng 6, 400 xe tăng quân Trục đã bị hư hại hoặc phá hủy và các Sư đoàn Thiết giáp số 15, 21 (Đức) chỉ có chừng 44–55 chiếc hoạt động được. Trong khi đó, tổng số xe tăng của Quân đoàn XX (Ý) giảm xuống còn 15 chiếc và Sư đoàn Khinh chiến Phi châu số 90 chỉ còn 1.679 quân nhân. Tuy khối lượng lương thảo, khí tài và trang thiết bị khổng lồ mà Rommel thu được ở trận Gazala đã giúp ông duy trì thế chủ động sau khi chiếm Tobruk, tổn thất nặng nề về xe tăng tại Gazala đã tác động tiêu cực đến năng lực tác chiến của Tập đoàn Thiết giáp Phi châu trong giai đoạn tiếp theo của cuộc chiến. Trái lại, 137 xe tăng Anh đã hiện diện trong đội hình Tập đoàn quân số 8 ở El Alamein vào ngày 1 tháng 7 (chưa kể 42 chiếc đang trên đường từ các xưởng sửa chữa ra tiền tuyến). Đây một phần là nhờ các phương pháp kỹ thuật hiệu quả của Binh đoàn Quân khí trong việc phục hồi xe tăng.

### Các diễn biến kế tiếp
Thấy Ritchie kém năng lực chỉ huy, Auchinleck huyền chức Ritchie và xuống kiêm nhiệm Tư lệnh Tập đoàn quân số 8 vào ngày 25 tháng 6. Auchinleck vạch kế hoạch rút quân thêm 160 km về gần El Alamein - cách Alexandria 100 km theo hướng tây. Đây được xem là "khu vực phòng thủ mạnh nhất trên sa mạc Tây", vì có những dốc đứng trong vùng Đất trũng Qattara chỉ cách El Alamein 64 km theo hướng nam, giúp ngăn ngừa nguy cơ xe tăng Đức-Ý tiến vòng qua sườn phía nam hệ thống phòng thủ và giới hạn chiều rộng trận tuyến phải bảo vệ. Song song với việc củng cố phòng tuyến Alamein, Auchinleck đã cho tiến hành chặn đánh, cầm chân địch tại Mersa Matruh. Rommel thần tốc tiến quân vào Ai Cập hòng chiếm nhanh El Alamein trước khi quân Đồng Minh hoàn chỉnh tuyến phòng ngự ở đó. Ngày 25 tháng 6, ông huy động Binh đoàn Phi châu tấn công Mersa Matruh. Trong khi Sư đoàn Khinh chiến số 90 đánh chiếm tuyến đường ven biển phía đông Matruh và chặt đứt đường rút của Quân đoàn X (gồm Sư đoàn Ấn Độ số 5 và Sư đoàn số 10) giữa đêm hôm 27 tháng 6, Sư đoàn Thiết giáp số 21 thực hiện hợp vây Sư đoàn New Zealand số 2 (Quân đoàn XIII) trên hướng nam. Đến hôm 29 tháng 6, các đơn vị Liên hiệp Anh đã chạy thoát khỏi vòng vây ở Mersa Matruh, nhưng bị thương vong khá nhiều và phải bỏ lại 6.000 tù binh trong tay quân Đức.
Trên đà chiến thắng, quân Trục truy kích mạnh về hướng đông và áp sát El Alamein ngày 30 tháng 6. Mặc dù thiếu thông tin chính xác về trận hình quân Đồng Minh, Tập đoàn Thiết giáp Phi châu mở màn trận El Alamein lần thứ nhất vào hôm sau. Hai bên đánh nhau suốt một tháng trời và đều chịu thiệt hại nặng nề. Kết thúc trận chiến, quân Đồng Minh không trục được quân Đức-Ý khỏi khu vực El Alamein, nhưng đã cản được đà tiến quân của Rommel. Tranh thủ lúc Rommel đang chuẩn bị binh lực cho đợt đánh kế tiếp vào kênh Suez, Churchill thúc giục Auchinleck chuyển sang chủ động tiến công nhưng vị tướng vẫn duy trì thế phòng ngự bị động. Bất đồng này dẫn đến việc Churchill bãi chức Auchinleck rồi phân công Trung tướng Tư lệnh Quân đoàn XIII William Gott làm Tư lệnh Tập đoàn quân số 8 và Đại tướng Sir Harold Alexander làm Tổng tư lệnh Bộ Tư lệnh Trung Đông vào tháng 8. Nhưng trên đường đi nhận nhiệm vụ, phi cơ chở Gott bị Không quân Đức bắn rơi và Gott trúng đạn xuyên tim chết. Trung tướng Bernard Montgomery được bổ nhiệm thay ông dẫn dắt Tập đoàn quân số 8. Dưới sự chỉ huy của Montgomery, quân Anh và Đồng minh đã đánh bại các cuộc tấn công kế tiếp của Rommel vào tháng 8-9 và quét sạch quân Trục khỏi Ai Cập, Lybia trong hai tháng cuối năm 1942.